# أرون دوانز
أرون دوانز (بالإنجليزية: Aaron Downes)‏ (15 مايو 1985 بمودجي في أستراليا - ) هو لاعب كرة قدم أسترالي في مركز الدفاع. لعب مع فريكلي أثلتيك ‏ وهامبتون أند ريتشموند بورو ونادي توركي يونايتد ونادي بريستول روفيرز ونادي تشيلتنهام تاون لكرة القدم ونادي تشيسترفيلد.

## وصلات خارجية
- أرون دوانز على موقع الاتحاد الدولي (مؤرشف)  (الإنجليزية)
- أرون دوانز على موقع قاعدة بيانات كرة القدم.إي يو (الإنجليزية)
- أرون دوانز على موقع Soccerbase.com (لاعب) (الإنجليزية)
- أرون دوانز على موقع Soccerway.com (الإنجليزية)